# Drawbridge
Drawbridge ist ein Forschungsprototyp von Microsoft Research, der eine neue Form der Virtualisierung für Anwendungs-Sandboxing verwendet.

## Technik
Drawbridge kombiniert zwei Kerntechnologien, zum einen den Picoprozess, der ein prozessbasierter Isolationscontainer mit einer minimalen Kernel-API-Oberfläche ist, zum anderen ein Bibliotheksbetriebssystem.

## Geschichte
Der Entwickler Eric Traut hat 2007 einen neuen Kernel mit dem Namen MinWin, der derselbe NT-Kernel war, der seit Windows NT 3.1 existiert hat, aber kleiner und modularer ist, vorgestellt.
Der Kernel hatte einen Speicherbedarf von ca. 33 MB und wurde in Windows 7 sowie in Windows Server 2008 eingesetzt.
Durch die Modularität von MinWin hatten die Forscher mehrere Möglichkeiten und das Konzept "Library OS" entworfen.
Letztendlich wurde das Projekt Drawbridge, das auf dem Konzept von Library OS aufbaut, und das Konzept vorgestellt. Drawbridge ist zum ersten Mal unter Windows 8.1 und Windows Server 2012 RC2 zum Windows-Einsatz gekommen und wurde seitdem erweitert. Auch WSL (Windows Subsystem for Linux) verwendet Teile von Drawbridge. Das Forschungsprojekt diente zur Entwicklung der Containertechnologie für Windows Server 2016.
Im Jahr 2016 hat Microsoft mit Hilfe von Drawbridge den Microsoft SQL Server auf Linux portiert. In den ersten 2 Wochen nach der Veröffentlichung wurde der Microsoft SQL Server für Linux laut eigener Aussage bereits 21.000 Mal heruntergeladen.